# Абрамов, Иван Дмитриевич
Иван Дмитриевич Абрамов (1 августа 1917, Тулатово, Терская область — 1979, Ленинград) — советский живописец, член Ленинградского Союза художников.

## Биография
Родился 1 августа 1917 года в станице Беслан Терской области. В 1939 окончил в Ленинграде школу мастеров живописцев, где учился у А. Ф. Овсянникова. С 1947 участвовал в выставках. Писал преимущественно пейзажи, реже жанровые композиции. Среди созданных произведений картины «Синяя вода», «Море», «Лузановка» (все 1940-е), «У подножия Таджикистана» (1953), «Рыбаки на рижском взморье» (1954), «Сумерки белых ночей», «Вечер в горах. Казахстан» (обе 1956), «Индустриальная Нева», «Целинные земли Казахстана» (обе 1957), «Окрестности Сталинобада» (1958), «Река Лейлупе» (1960), «Отбуксировка атомного ледокола „Ленин“ с Невы» (1961), «Вечер в Казахстане» (1962), «Утро на пастбище» (1963), «Ленинград. Зимой» (1964), «Лунная ночь» (1966), «Солнце село», «У набережной. Корабли» (обе 1970), «Каменный остров» (1972) и другие. В 1947—1950 годах преподавал в ленинградском архитектурно-художественном училище. Скончался в 1979 году в Ленинграде.
Произведения И. Д. Абрамова находятся в музеях и частных собраниях в России и за рубежом.